# Цілинне (Тайиншинський район)
Ціли́нне (каз. Целинное) — село у складі Тайиншинського району Північноказахстанської області Казахстану. Входить до складу Алаботинського сільського округу, раніше було у складі ліквідованої Сугурбайської сільської ради.
Населення — 26 осіб (2021; 190 у 2009, 290 у 1999, 300 у 1989).
Національний склад станом на 1989 рік:
- казахи — 52 %.